# 中華民國海軍反潛航空指揮部
中華民國海軍反潛航空指揮部，為中華民國的海軍航空兵武裝部隊，是反潛作戰的反潛機專門航空部隊，隸屬海軍艦隊指揮部，目前僅有反潛機26架，將規劃採購新型反潛直升機，擴充升格後的指揮部。
原為海軍艦隊直昇機隊，1977年9月1日於高雄市左營成立。編配有500MD/ASW型防衛者式反潛直昇機9架和S-70(M)-1/2海鷹反潛直昇機17架，復於1991年7月1日奉令擴編為直昇機大隊，並接收新型S-70C(M)-1型神鷹反潛直昇機。於1992年3月15日東遷進駐臺灣花蓮神鷹基地。1995年9月1日臺灣花蓮基地指揮部裁撤，於1996年4月25日將位於臺灣高雄左營之「海軍反潛作戰發展指揮部」移駐臺灣花蓮基地。反潛指揮部於1999年4月1日奉令裁撤，同時於臺灣花蓮神鷹基地成立「海軍航空指揮部」。同年7月1日，原隸屬空軍第四三九運兵反潛混合聯隊之反潛機大隊（S-2T機型），奉令移編海軍，改編成立飛行第一大隊，並於2007年1月1日進駐臺灣桃園基地，滿足海軍航空兵力運用需求，2012年定翼機機隊分駐花蓮與屏東基地。
2013年7月1日，海軍反潛定翼機移交中華民國空軍並進駐空軍屏東基地，海軍航空指揮部也在同一天降編為海軍反潛航空大隊。
2025年3月1日，海軍反潛航空大隊升格為海軍反潛航空指揮部，由原大隊長蔡明達上校接任副指揮官並代理指揮官職務。

## 歷史
- 1977年9月1日於臺灣高雄左營成立海軍艦隊直昇機隊，編配有500MD/ASW型海鷹反潛直昇機12架，隸屬海軍艦隊司令部。
- 1991年7月1日奉令擴編為海軍直昇機大隊，並接收S-70C(M)-1/2反潛直昇機。
- 1992年3月15日東遷，進駐臺灣花蓮。
- 1995年9月1日臺灣花蓮基地指揮部裁撤。
- 1996年4月25日將臺灣高雄左營「反潛作戰暨準則發展指揮部」移駐臺灣花蓮基地。
- 1999年4月1日反潛作戰暨準則發展指揮部裁撤，同時於花蓮神鷹基地成立「海軍航空指揮部」。
- 1999年7月1日原隸屬中華民國空軍第四三九運兵反潛混合聯隊之反潛機大隊（S-2T）移編海軍航空指揮部，成立飛行第一大隊。
- 2006年6月30日，猛獅字第0950001834號令核頒國防部海軍司令部「海軍進駐桃園基地案」綱要計畫。
- 2006年10月27日，泰編字第0950000994號令核定成立海軍航空指揮部基勤大隊（含基勤第一中隊、基勤第二中隊、設施中隊、車輛中隊）及海軍航空指揮部醫務中隊編成，自96年1月1日生效。
- 2007年1月1日進駐臺灣桃園基地。[4]
- 2012年12月27日移駐臺灣花蓮基地。[5]
- 2013年7月1日因應精粹案而改編為「海軍反潛航空大隊」，指揮官由少將缺降編為上校缺的大隊長，S-2T及向美方購買12架P-3C等定翼機全數由海軍移轉中華民國空軍。[6]
- 2025年3月1日升格為「海軍反潛航空指揮部」，指揮官改為少將編缺。

## 組織
- 海軍反潛航空指揮部：指揮官少將
  - 海軍反潛航空指揮部；副指揮官上校
    - 七O一作戰隊：隊長上校
    - 七O二作戰隊：隊長上校
    - 七O三訓練隊：隊長上校
    - 修護補給隊：隊長上校
    - 海上任務支援中心：主任上校
      - 基地勤務隊：隊長中校

## 主要武器裝備
自2013年7月1日起，固定翼反潛巡邏機移交中華民國空軍，海軍航空部隊的主要機種均為旋翼機。
| 航空器                      | 來源 | 類型                 | 版本                   | 服役 | 備註                                          |
| --------------------------- | ---- | -------------------- | ---------------------- | ---- | --------------------------------------------- |
| S-70C(M)-1/2反潛直昇機      | 美国 | 任務使用／反潛直升機 | S-70C(M)-1/2反潛直昇機 | 17   | 訂購S-70C（M1）10架、S-70C（M2）11架，折損4架 |
| 500MD/ASW防衛者式反潛直昇機 | 美国 | 反潛直升機           | 500MD/ASW Defender     | 9    | 訂購12架，折損4架，修復1架                    |

## 圖集

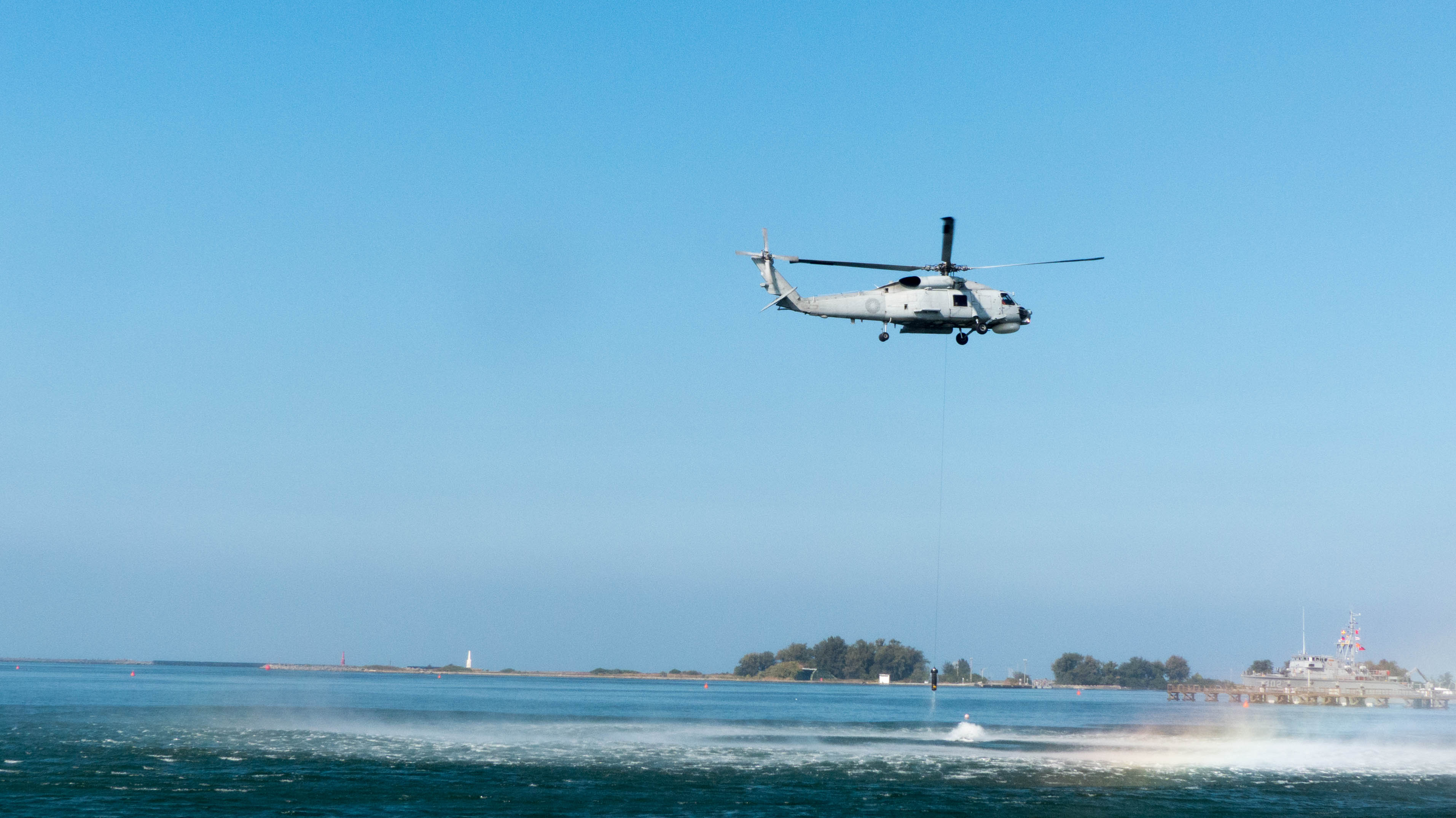
塞考斯基S-70直升機

## 榮譽
- 反潛航空大隊吳元福上校當選108年度國軍楷模。
- 反潛航空大隊701作戰隊鄧琪潓士官長當選108年度國軍楷模。
- 反潛航空大隊基地勤務隊白宗霖上兵當選108年度國軍楷模。

## 鑑定測驗
- 111年10月28日七O二作戰隊配合艦隊精實訓練完成年度基地訓練。

## 外部連結
- 中華民國海軍（页面存档备份，存于）